# Ilsebill Pfenning
Ilsebill Pfenning (née le 17 août 1916 et morte en 1999) est une athlète suisse, spécialiste du saut en hauteur.

## Biographie
Elle participe aux championnats d'Europe d'athlétisme 1938, à Vienne en Autriche, et se classe sixième du concours du saut en hauteur avec la marque de 1,55 m.
Le 27 juillet 1941, à Lugano, elle égale record du monde du saut en hauteur co-détenu par la Britannique Dorothy Odam et  la Sud-africaine Esther van Heerden en franchissant une barre à 1,66 m.